# Exmoor
Exmoor nationalpark er en nationalpark, som ligger på et område langs kysten af Bristolkanalen i Devon- og Somersetshire i det sydvestlige England. Nationalparken dækker næsten 700 km², og den består af bakkede heder og 55 km kystlinje. Exmoor blev gjort til nationalpark allerede i 1954 og er opkaldt efter det vigtigste vandløb i området, floden Exe.